# Ormoloma
Ormoloma es un género con dos especies de helechos, originarias de América en la región del Caribe. Fue descrito por William Ralph Maxon y publicado en Proceedings of the Biological Society of Washington  46: 144 en el año 1933.  La especie tipo es Ormoloma imrayanum (Hook.) Maxon.

## Especies
- Ormoloma imrayanum (Hook.) Maxon
- Ormoloma standleyi 	Maxon